# Momidžigari (film)
Momidžigari (japonsky 紅葉狩) je japonský němý film režiséra Cunekičiho Šibaty (1850–1929) z roku 1899. Film zachycuje tanec a scény ze stejnojmenné divadelní hry, odehrané uznávanými herci kabuki. Jedná se o nejstarší dochovaný japonský film. V roce 2009 se stal snímek prvním filmem, který byl v souladu s japonským právem na ochranu kulturního dědictví označen za důležité kulturní dědictví. Natáčení na kameru značky Gaumont probíhalo 28. listopadu 1899 na dvoře tokijského divadla Kabuki-za před malovanou kulisou na jediný pokus. Původně zamýšlen jako dokumentární materiál pro potřeby budoucích herců, tento snímek byl poprvé veřejně promítán 7. července 1903.

## Děj
V prvním záběru tančí Dandžuró Ičikawa IX. v ženské roli jako princezna Sarašina se dvěma vějíři v lese během pikniku u příležitosti obdivování zbarvených javorových listů, podzimní obdobě svátku Hanami. Ve druhé, kratší, scéně před spícím hrdinou Tairou no Koremočim, kterého hraje Kikugoró Onoe V. tančí s tyčí horský bůh v podání jeho čtrnáctiletého syna. V nejkratší scéně se Tairo probouzí, bere si meč a zaujme dramatickou pózu mie. V posledním záběru hrdina bojuje s dlouhovlasou démonkou (rovněž Ičikawa), skutečnou podobou princezny Sarašiny. Zhruba v polovině se herci podívají do kamery, hrdina se zvednutým mečem a démonka v pozici mie. Za herci je na scéně vidět kulisák kuroko, který jim asistuje.